# 파워걸
파워걸(Power Girl) 또는 Kara Zor-L, 카렌 스타(Karen Starr)는 DC 코믹스의 미국 만화책에 등장하는 슈퍼히어로로 올 스타 코믹스 #58(1976년 1월/2월)에 처음 등장한다. 파워걸은 슈퍼히어로 슈퍼맨의 사촌이지만 DC 코믹스 스토리가 설정된 가상의 다중 우주의 대체 우주에서 왔다. 원래 1940년대 만화책에 출판된 DC의 전쟁 영웅들의 고향으로 처음 상상되었던 어스투(Earth-Two)의 세계에서 온 파워걸은 DC 스토리의 배경이 되는 메인 유니버스에 발이 묶이고 그 세계의 슈퍼맨 및 상대 슈퍼걸과 자신의 세계를 알게 된다.
슈퍼걸의 기원 이야기와 마찬가지로 그녀는 슈퍼맨의 이모와 삼촌의 딸이자 크립톤 행성 출신이다. 어린 파워걸의 부모는 그녀를 로켓선에 태워 고향 행성의 파괴로부터 벗어날 수 있게 해주었다. 그녀는 슈퍼맨과 동시에 행성을 떠났지만 그녀의 우주선이 어스투에 도달하는 데 훨씬 더 오랜 시간이 걸렸다. 지구상에서 다른 크립토니아인과 마찬가지로 파워 걸은 자신이 초강력, 비행, 열 비전과 같은 능력을 소유하고 있음을 발견했으며 이를 사용하여 무고한 사람들의 수호자이자 인류의 영웅이 되었다. 후속 개작에 따라 얼마나 다양한지에 대한 세부 사항은 있지만 파워걸은 나중에 우주 위기가 그녀의 집인 어스투에 영향을 미칠 때 다른 지구에 좌초되고 나중에 공존하도록 강요된 차원 상대인 슈퍼걸과 별도의 정체성을 개척한다.
그녀와 슈퍼걸은 생물학적으로 같은 사람이지만 둘 사이에는 큰 차이가 있다. 파워걸은 프라임어스보다 훨씬 나이가 많기 때문에 더 곡선미 있고 풍만한 몸매를 가지고 있으며 팬들 사이에서 가장 눈에 띄는 특징은 큰 가슴이다. 슈퍼걸에 비해 그녀는 성숙함으로 인해 더 차분하고 전투 스타일이 더 공격적이다. 그녀는 또한 상대방과 다른 비밀 정체성을 채택한다. 이러한 변화는 다양한 의상과 슈퍼히어로 이름에도 반영된다. 파워걸은 단발 금발 머리를 자랑한다. 분열이 보이는 컷아웃이 있는 독특한 흰색, 빨간색, 파란색 의상을 입고 있다. 파워걸이라는 이름은 그녀가 슈퍼맨의 파생물이 아닌 자신의 영웅으로 보이기를 선택했다는 것을 반영하며 이러한 선택은 캐릭터의 강하고 독립적인 태도에 반영된다. 수십 년 동안 파워걸은 Justice Society of America, Infinity, Inc., Justice League Europe, Sovereign Seven 및 Birds of Prey와 같은 슈퍼 히어로 팀의 멤버로 묘사되었다.
파워걸의 기원은 수정을 거쳤지만 시간이 지남에 따라 어스투의 슈퍼걸이라는 원래 개념으로 되돌아갔다. 1985년 한정 시리즈 크라이시스 온 인피닛 어스는 어스투를 역사에서 제거하여 그녀를 아리온(Arion)으로 알려진 아틀랜틴(Atlantean) 마법사의 손녀로 재검토하게 했다. 이것은 인기가 없는 변화였고 작가들은 수정된 파워 걸을 일관되지 않게 묘사했다. 2005~2006년 인피닛 크라이시스 한정 시리즈는 파괴된 크라이시스 이전 어스투 우주의 크립톤에서 온 난민으로서의 지위를 회복했다. 이것은 그 이후로 그녀의 일관된 묘사였다.